# 奧利韋 (密蘇里州)
奧利韋（英語：Olivette）是位於美國密蘇里州聖路易斯縣的城市。

## 人口
根據2020年美國人口普查的數據，奧利韋的面積為7.18平方千米，皆為陸地。當地共有人口8504人，而人口密度為每平方千米1,184人。